# Antônio Raymundo Lucena
Antônio Raymundo Lucena (Colinas, 11 de setembro de 1922 - Atibaia, 20 de fevereiro de 1970), o "Doutor", foi operário e militante brasileiro. Membro da VPR, ele ajudou a organizar a resistência contra o Regime Militar de 1964 e chegou a ser considerado "terrorista" quando foi perseguido pelos militares.
Foi morto por agentes da ditadura; as circunstâncias de sua morte são investigadas pela Comissão Nacional da Verdade.

## Vida
Antônio Raymundo Lucena, ou “doutor”  como costumeiramente era chamado, nasceu em 11 de setembro de 1922 na cidade de Colinas (Maranhão). Filho de José Lucena Sobrinho e Ângela Fernandes Lima Lucena foi morto por policiais militares aos 47 anos durante um cerco a sua casa na cidade de Atibaia, São Paulo, em 20 de fevereiro de 1970.
Nordestino e de família pobre não conseguiu seguir com os estudos, permanecendo analfabeto até a sua morte. Fez de tudo um pouco em sua vida e começou, na infância, trabalhando no campo. Aos 12 anos de idade perdeu a visão do olho direito devido uma úlcera ocular, o que lhe fez usar um olho de vidro. Aos 17 anos além de trabalhar como apontador e para uma pequena estatal, tornou-se mestre de oficina.
Antônio casou-se duas vezes. A primeira aos 23 anos, vindo a se separar três anos depois. Com o fim do relacionamento foi morar em Caxias (Maranhão), onde conheceu Damáris de Oliveira, que veio a se tornar a segunda e última mulher. À época trabalhava como mestre de serraria, mas com o nascimento do primeiro filho, em 1949, mudou-se para Fortaleza para tentar sustentar a família. Na cidade trabalhou como servente de pedreiro e no ramo da tecelagem.
Já em março de 1950 resolveu ir para São Paulo, foi num caminhão pau-de-arara (transporte) que chegou à capital. Começou como operário na Indústria Jafet e após dois meses trouxe a família. Seu primeiro filho, no entanto, veio a falecer por crupe no Hospital Emílio Ribas, atualmente Instituto de Infectologia Emílio Ribas. Nesse período moravam na Rua do Manifesto, no Ipiranga.
Em outubro do ano seguinte, 1951, nasceu Ariston, segundo filho do casal. Antônio foi promovido a técnico da seção de vapor e Damáris também foi empregada na Jafet, como copeira da creche.

## Inserção na Militância
Logo que chegaram a São Paulo, Antônio e sua mulher se interessaram pela luta sindical e começaram a participar ativamente do movimento. No ano de 1952 construíram uma casa em São João Clímaco e influenciados por um casal de vizinhos se empenharam cada vez mais na causa comunista.  Em 1953 participaram inclusive da campanha "O petróleo é nosso", organizada pelo presidente da época, Getúlio Vargas.
Lucena e Damáris já muito engajados e inseridos nas causas que acreditavam, entraram para o PCB, em 1954. O papel de Antônio dentro do PCB era basicamente angariar novos militantes ao partido, fazer panfletagem e vender livros. Com a participação no grupo conheceu Pedro Pomar, João Amazonas e diversos nomes de esquerda. Continuou nessa atividade até o Golpe de Estado no Brasil em 1964, quando resolveu se afastar por não concordar mais com a postura tomada pelo partido.
Neste mesmo ano aposentou-se por invalidez, porém, aprendeu a atividade de consertar panelas de pressão e começou a trabalhar numa banca de feira. Logo em seguida sua mulher passou a dirigir uma Kombi para ajudar no serviço do marido.

## Envolvimento com VPR e mudanças de nome
Em 1967, Lucena e Damaris vincularam se ao grupo de militantes que, no ano seguinte, assumiriam a denominação Vanguarda Popular Revolucionária - VPR. Documentos dos órgãos de segurança registraram a participação do ‘Doutor’ em ações armadas desde o final de 1967, sendo uma delas o roubo de 10 caixas de dinamite em Cajamar (Grande São Paulo), no dia 30 de dezembro. Em 1969, o casal, que já vivia em clandestinidade com os filhos menores, mudou-se para a Praia Grande (São Paulo), residindo na Cidade Ocian e, em seguida, Embu-Guaçu, com os nomes trocados. Damaris se tornou “Rosa” e Antônio, “Zé”.
Rosa e Zé conheceram Carlos Roberto Zanirato e Eduardo Leite (o "Bacuri"), ambos assassinados pela Ditadura. Também passaram a conviver com pessoas muito importantes na luta contra o Regime: Carlos Lamarca, Darcy Rodrigues, Pedro Lobo, Iara Iavelberg, entre outros. Bacuri chegou a comprar, no mesmo ano, uma casa em Atibaia (Jardim das Cerejeiras) para o casal, que agora se tornara “Dona Dulce” e “Sr. Eduardo”. Todo o material de militância escondido nas residências anteriores foi transferido para a nova moradia juntamente com alguns aparelhos médicos. Damaris e o 'Doutor' se passavam por fazendeiros e ajudavam os necessitados.
Ao completar 18 anos, Ariston, o filho mais velho do casal, decidiu entrar para a vida da militância. Após certa discordância, os pais e o comando da VPR aceitaram a integração do jovem no quadro de militantes. No início, Ariston cumpria tarefas simples, como levar companheiros a reuniões, buscar armas, etc. Sua primeira grande participação se deu em um importante capítulo na história da Vanguarda Popular Revolucionária: a guerrilha do Vale do Ribeira. Depois de 1969, nunca mais viu seu pai com vida e, ao sair do Vale, foi preso e detido durante nove anos.

## Morte do 'Doutor' Lucena
No dia 20 de fevereiro de 1970, às 15h, a porta da casa foi golpeada violentamente por um grupo de militares que investigava um roubo de automóvel pela região. Damaris, ao perceber as movimentações, acordou seu marido bruscamente e os dois se muniram de um FN FAL (fuzil automático leve) cada um. Estas armas presentes na residência foram subtraídas por Carlos Lamarca do quartel de Quitaúna, segundo os documentos do inquérito policial deste caso.
O casal foi à porta da casa para se defender e, depois de atingir o sargento Antônio Aparecido Ponce Nogueira (levando-o então à óbito), Lucena levou várias rajadas de armas de grosso calibre. Após levar tiros no tórax e no coração, o ‘Doutor’ faleceu em frente de sua esposa e filhos pequenos, aos 47 anos. Segundo Damaris, a morte de seu marido se deu com um tiro certeiro na têmpora, mas esta informação não consta no laudo necroscópico oficial do corpo.
O sepultamento de Antônio Raymundo Lucena foi registrado no Cemitério de Vila Formosa, na capital paulista, e seu nome figura na lista oficial de mortos pelo regime militar. Mas seu corpo nunca foi encontrado por seus familiares e amigos; há informações de que foi enterrado numa fossa com ácido, juntamente com outras ossadas de desaparecidos políticos na Vila Formosa. Em 1990, a Vala de Perus (atual Cemitério Dom Bosco) foi aberta, com o objetivo de escavar e encontrar os restos mortais do ‘Doutor’ e de outros desaparecidos políticos, mas a tentativa foi em vão.

## Depoimentos dos filhos
Telma e Denise de Lucena, filhas do 'Doutor', assistiram à execução do pai à queima-roupa, na porta de casa, quando tinham 3 e 9 anos de idade, respectivamente. "Nunca vou me esquecer do rosto desse rapaz, que chegou perto do meu pai, pôs a arma na cabeça (dele) e atirou", descreve Telma. Denise conta que "No Juizado criaram uma imagem da gente, como se fôssemos bandidos. Falavam para as crianças: “Olha, esses aí são terroristas. Não mexam com eles, porque são perigosos".
No dia da execução de seu pai, Adilson Oliveira Lucena, então com 8 anos de idade, tentava aprender as primeiras letras junto com as irmãs. O trio não podia frequentar a escola porque os pais viviam na clandestinidade, então, a mãe Damaris era responsável por alfabetizá-los. Quando os disparos terminaram, Adilson correu para a porta de sua casa e viu o pai morto, no chão. "Ele estava sem camisa, tinha recebido muitos impactos de bala. Entrei chorando dentro de casa. Depois saiu minha mãe com a Telma no braço e eu senti um tiro. Acho que deram o último tiro de misericórdia nele".
Depois desse dia, a família passou a ser perseguida e humilhada. Os filhos foram levados a uma delegacia policial do município e Damaris passou pelas primeiras torturas. "Fomos tratados como delinquentes. Tinha muita gente. A notícia correu a cidadezinha", relembra Adilson, hoje professor. Ele ainda conta que foi levado várias vezes até a casa em que viviam, toda bagunçada e suja de sangue, para ser interrogado pelos agentes. "Pegaram uma bainha de facão do meu pai e me bateram. Disseram que já tinham feito isso com outras crianças. Chorei muito". Telma, Denise e Adilson foram tirados de Damaris pelos agentes da repressão, que não conseguiam achar um novo lar para as crianças em orfanatos, pois eles adquiriram a 'fama' de "filhos de terroristas".
As crianças foram levadas para uma instituição de menores na zona leste da capital, "praticamente uma prisão", Segundo Adilson. "Eram muitos maus-tratos, castigos. Não deixavam a gente ver televisão, desenhos animados. As portas tinham grades." Alguns dias depois, Damaris foi levada ao DOI-Codi de São Paulo, onde os filhos também estiveram. "Eles insinuaram que iriam torturar a gente na frente da minha mãe. Ela ficou louca. Tiveram que dar uma injeção para acalmá-la."

## Fuga da família Lucena
Em 1971, depois de presa e torturada, Damaris foi banida do país com seus filhos para o México, juntamente com mais quatro companheiros: Otávio Ângelo, Diógenes José de Carvalho Oliveira, Madre Maurina Borges e Chizuo Osava ("Mário Japa"), por causa do sequestro do cônsul japonês Nobuo Okuchi. Ao chegar no país, ela e as crianças foram convidadas por Fidel Castro para morar em Cuba e prontamente se mudaram para lá, passando 10 anos na ilha socialista. Só retornaram depois da Anistia.

## Retorno da família ao Brasil e pedido de indenização
Ao retornar para o Brasil, a família passou a pressionar o Estado para que ele assumisse a responsabilidade pela morte do 'Doutor', bem como localizar seus restos mortais.
Durante os trabalhos da Comissão Especial para analisar os casos que seriam incluídos na Lei 9.140, a responsabilidade do Estado sobre a morte e ocultamento dos restos mortais de Antônio Raymundo Lucena não foi assumida. Veja abaixo o trecho do indeferimento do pedido:
"Apresentado o processo em 02/12/97 à CEMDP, o parecer inicial do relator foi pelo indeferimento, por considerar que a morte não tivera caráter político, nem fora comprovado o tiro de misericórdia referido pela esposa. Não tinham sido localizados, até então, o laudo ou a perícia de local, apesar das tentativas do relator. Houve pedido de vistas.
Mais tarde, foi localizada documentação na Delegacia de Polícia de Atibaia, bem como a íntegra do inquérito da morte de Lucena no STM. Luiz Francisco Carvalho Filho tomou o depoimento de Damaris, reproduzido em gravação anexada ao processo. A versão oficial, assinada por Alcides Singillo, do DOPS/SP, é de que a morte ocorreu por reagir à prisão, quando policiais averiguavam denúncia de que ali havia um carro furtado. O laudo de necropsia, assinado por Frederico Amaral e Orlando Brandão, se refere a nove tiros de entrada e um de saída. Nenhum na cabeça, como referido por Damaris e seus filhos.
Um novo parecer se baseou nos documentos localizados. Não há perícia de local ou fotos do corpo. Os depoimentos de policiais e moradores são contraditórios, em especial dos civis, alguns portando indícios de serem fantasiosos. O novo relatório na CEMDP levantou muitas dúvidas acerca da versão oficial e concluiu que era inverossímil. Na casa não havia empregada, não havia movimento de carros, não havia visitas. Também não havia carro roubado - a Kombi fora comprada legalmente. Lucena estava sendo procurado pelos órgãos de segurança. Sua foto, em cartazes ampliados, havia sido vista por Damaris nas redondezas de Atibaia. Damaris afirma que ele nunca saía de casa, que quase não mais enxergava, visto que vinha perdendo a visão também no outro olho.
O exame da foto de Lucena localizada no STM não permite identificar o tiro fatal na cabeça, descrito por Damaris e seus filhos, mas revela grandes edemas no nariz e no olho esquerdo, além de escoriações e um afundamento no meio da testa. Mais do que isso, permite ver as marcas de um tiro desfechado à queima-roupa junto ao coração. Apesar desses dados novos, o processo foi novamente indeferido."
Após entrar com recurso, a família Lucena obteve a indenização por conta da Lei 9.140, mas, recentemente, no processo impetrado pela na Comissão de Anistia, a família teve grande parte da indenização diminuída, pois os peritos que analisaram o caso afirmaram que "Doutor" foi perseguido por apenas 2 anos e merecia somente o equivalente a isso.